# Vườn quốc gia và khu bảo tồn Denali
Vườn quốc gia và khu bảo tồn Denali và là một vườn quốc gia và khu bảo tồn nằm trong nội địa Alaska, trung tâm ở Denali, ngọn núi cao nhất ở Bắc Mỹ. Vườn quốc gia và khu bảo tồn tiếp giáp bao gồm hơn 6 triệu mẫu Anh (24.500 km2), trong đó 4.724.735,16 mẫu Anh (19.120 km2) là vườn quốc gia thuộc sở hữu liên bang. Khu bảo tồn quốc gia có diện tích 1.334.200 mẫu Anh (5.430 km2), trong đó 1.304.132 mẫu Anh (5.278 km2) thuộc sở hữu của liên bang. Ngày 2 tháng 12 năm 1980, một khu vực hoang dã Denali rộng 2.146.580 mẫu Anh (8.687 km2) được thành lập trong vườn quốc gia.